# Rondo - revolution
Rondo - revolution (輪舞-revolution?, Rinbu - revolution, "Rondò - rivoluzione") è il decimo singolo della cantante j-pop Masami Okui, utilizzato come sigla di apertura dell'anime La rivoluzione di Utena. Il brano è stato scritto ed arrangiato da Toshirō Yabuki.
In lingua giapponese, il titolo del brano si scrive con i kanji 輪舞 che si pronunciano rinbu, ma la pronuncia (e quindi, conseguentemente, la scrittura in caratteri latini) è modificata tramite furigana in rondo (ロンド? "rondò").
Il brano, pubblicato su CD singolo il 21 maggio 1997 soltanto in Giappone abbinato al brano I can't…, è stato incluso in quasi tutti gli album contenenti la colonna sonora dell'anime, a partire da Shoujo Kakumei Utena Original Soundtrack Vol.1, che nell'album di Masami Okui Ma-KING. Rondo - revolution è stato oggetto di cover da parte delle cantanti Nana Mizuki nel 2007 e Minori Chihara nel 2008, entrambe in duetto con Masami Okui.

## Tracce
CD singolo KIDA-149
1. Rondo - revolution (輪舞-revolution?) - 4:33
2. I can't… - 5:33
3. Rondo - revolution (off vocal version) (輪舞-revolution（off vocal version）?)
4. I can't… (off vocal version)

CD singolo KIDA-151
1. Rondo - revolution (輪舞-revolution) - Masami Okui
2. truth - Lica Yumi

## Classifiche
| Classifica (1997)                        | Posizione più alta |
| ---------------------------------------- | ------------------ |
| Giappone (Classifica settimanale Oricon) | 26                 |